# ديانا رحمة
ديانا رحمة (1961 -)، ممثلة لبنانية تعمل في الأردن. ولها ما يزيد عن 45 عملا تلفزيونيا.

## أعمالها

### مسلسلات
- دائرة الشك عام 1990
- زمن النسيان عام 1990
- عيال مشهور عام 1990
- نهاية الأحزان عام 1994
- الفرداوي عام 1995
- صهيل الأصيل عام 1995
- الصرخة عام 1995
- راس غليص عام 2006
- وضحا وابن عجلان عام 2007
- نمر بن عدوان عام 2007
- نيران البوادي عام2008
- عوده أبو تايه عام 2008
- نصف القمر عام 2009
- عيال قحطان عام 2021
- ليلى 1 و 2 و 3

### مسرحيات
- مسرحية وادي النسا عام 2007

## روابط خارجية
- ديانا رحمة على موقع قاعدة بيانات الأفلام العربية